# Jason Moloney
Jason Moloney (* 10. Januar 1991 in Mitcham, Victoria, Australien) ist ein australischer Boxer im Bantamgewicht und aktuell ungeschlagen.
Er ist Teilnehmer der 2. Staffel der World Boxing Super Series (kurz WBSS).

## Profikarriere
Sein Profidebüt gab Moloney mit einem Sieg durch technischen Knockout in Runde 1 gegen den Thailänder Chatri Sariphan am 15. August des Jahres 2014.
Im darauffolgenden Jahr errang er den vakanten WBA Oceania Title im Superbantamgewicht, als er Markquil Salvana in einem auf 10 Runden angesetzten Kampf in Runde 5 vorzeitig besiegen konnte. Diesen Titel verteidigte er mehrmals. 
Denselben Gürtel eroberte Moloney im Bantamgewicht am 21. Oktober 2017 mit einem Sieg durch klassischen K.o. in der 1. Runde über Julias Kisarawe.